# Romeo Harizaj
Romeo Harizaj (ur. 26 września 1998 w Ballsh) – albański piłkarz występujący na pozycji bramkarza w Apolonia Fier.

## Kariera juniorska
Trenował w klubach Bylis Ballsh (2010–2013) i Shkëndija Durrës (2013–2016).

## Kariera seniorska
30 sierpnia 2016 trafił do Apolonii Fier. Zadebiutował 5 października 2016 w wygranym 1:0 meczu Pucharu Albanii przeciwko KS Lushnja. Pierwszy raz w rozgrywkach ligowych zagrał 10 lutego 2017 w przegranym 1:3 meczu przeciwko Dinamo Tirana. W sezonie 2017/2018 przebywał na wypożyczeniu w klubie Albpetrol Patos.
21 lipca 2021 roku trafił za 100 tys. euro do Dinama Tirana. W tym klubie zadebiutował 12 września w meczu przeciwko KS Kastrioti, wygranym 0:2, grając cały mecz. Łącznie do 5 stycznia 2022 zagrał w 7 meczach.

### Statystyki
Stan na 5 stycznia 2022
| Klub                   | Sezon              | Liga                | Liga  | Liga   | Puchar kraju | Puchar kraju | Europa | Europa | Suma  | Suma   |
| Klub                   | Sezon              | Liga                | Mecze | Bramki | Mecze        | Bramki       | Mecze  | Bramki | Mecze | Bramki |
| ---------------------- | ------------------ | ------------------- | ----- | ------ | ------------ | ------------ | ------ | ------ | ----- | ------ |
| Apolonia Fier          | 2016/17            | Kategoria e Parë    | 4     | 0      | 1            | 0            | –      | –      | 5     | 0      |
| Albpetrol Patos (wyp.) | 2017/18            | Kategoria e Dytë    | ?     | ?      | –            | –            | –      | –      | ?     | ?      |
| Apolonia Fier          | 2018/19            | Kategoria e Parë    | 19    | 0      | 1            | 0            | –      | –      | 20    | 0      |
| Apolonia Fier          | 2019/20            | Kategoria e Parë    | 22    | 0      | 2            | 0            | –      | –      | 24    | 0      |
| Apolonia Fier          | 2020/21            | Kategoria Superiore | 34    | 0      | 2            | 0            | –      | –      | 36    | 0      |
| Dinamo Tirana          | 2021/22            | Kategoria Superiore | 7     | 0      | 1            | 0            | –      | –      | 8     | 0      |
| Ogólnie w karierze     | Ogólnie w karierze | Ogólnie w karierze  | 86    | 0      | 7            | 0            | 0      | 0      | 93    | 0      |

## Kariera reprezentacyjna
W 2019 rozegrał jeden mecz dla U-21.
W maju 2021 otrzymał powołanie do seniorskiej reprezentacji Albanii na mecze z Walią i Czechami. Ostatecznie w tych dwóch meczach nie zagrał (przesiedział je na ławce rezerwowych).